# Comuna Bărbulețu, Dâmbovița
Bărbulețu este o comună în județul Dâmbovița, Muntenia, România, formată din satele Bărbulețu (reședința), Cetățuia și Gura Bărbulețului.
În centrul satului de reședință se afla biserica cu hramul „Adormirea Maicii Domnului” care datează din anul 1680, școala generală cu clasele I-VIII, grădinița, parcul, căminul cultural, farmacia, magazinul "Complex", postul de poliție, cabinetul medical și biblioteca.
La sfârșitul secolului al XIX-lea, comuna făcea parte din plaiul Dâmbovița-Ialomița al județului Dâmbovița și avea în compunere numeroase cătune mici, care totalizau 1121 de locuitori. În comună funcționau o moară de apă, o biserică și o școală mixtă, cu 50–61 de elevi, înființată în 1884. În 1925, Bărbulețu făcea parte din plasa Voinești a aceluiași județ și avea 1754 de locuitori.
În 1950, comuna a trecut la raionul Târgoviște al regiunii Prahova și apoi (după 1952) al regiunii Ploiești. În 1968, ea a revenit la județul Dâmbovița, reînființat. Tot atunci, au fost incluse în comuna Bărbulețu comunele vecine desființate Pietrari și Râu Alb, iar reședința comunei a fost stabilită la Gura Bărbulețului. Comunele Pietrari și Râu Alb au fost reînființate în 2004, iar comuna Bărbulețu are de atunci reședința la Bărbulețu.

## Demografie
Componența etnică a comunei Bărbulețu
     Români (96,36%)
     Alte etnii (0%)
     Necunoscută (3,64%)
Componența confesională a comunei Bărbulețu
     Ortodocși (95,46%)
     Alte religii (0,7%)
     Necunoscută (3,84%)
Conform recensământului efectuat în 2021, populația comunei Bărbulețu se ridică la 2.005 locuitori, în scădere față de recensământul anterior din 2011, când fuseseră înregistrați 2.361 de locuitori. Majoritatea locuitorilor sunt români (96,36%), iar pentru 3,64% nu se cunoaște apartenența etnică. Din punct de vedere confesional, majoritatea locuitorilor sunt ortodocși (95,46%), iar pentru 3,84% nu se cunoaște apartenența confesională.

## Politică și administrație
Comuna Bărbulețu este administrată de un primar și un consiliu local compus din 11 consilieri. Primarul, Marian Alexe[*], de la Partidul Social Democrat, este în funcție din 2004. Începând cu alegerile locale din 2024, consiliul local are următoarea componență pe partide politice:
|  | Partid                          | Consilieri | Componența Consiliului | Componența Consiliului | Componența Consiliului | Componența Consiliului | Componența Consiliului | Componența Consiliului | Componența Consiliului | Componența Consiliului |
|  | ------------------------------- | ---------- | ---------------------- | ---------------------- | ---------------------- | ---------------------- | ---------------------- | ---------------------- | ---------------------- | ---------------------- |
|  | Partidul Social Democrat        | 8          |                        |                        |                        |                        |                        |                        |                        |                        |
|  | Alianța pentru Unirea Românilor | 2          |                        |                        |                        |                        |                        |                        |                        |                        |
|  | Partidul Național Liberal       | 1          |                        |                        |                        |                        |                        |                        |                        |                        |